# Lukas Perman

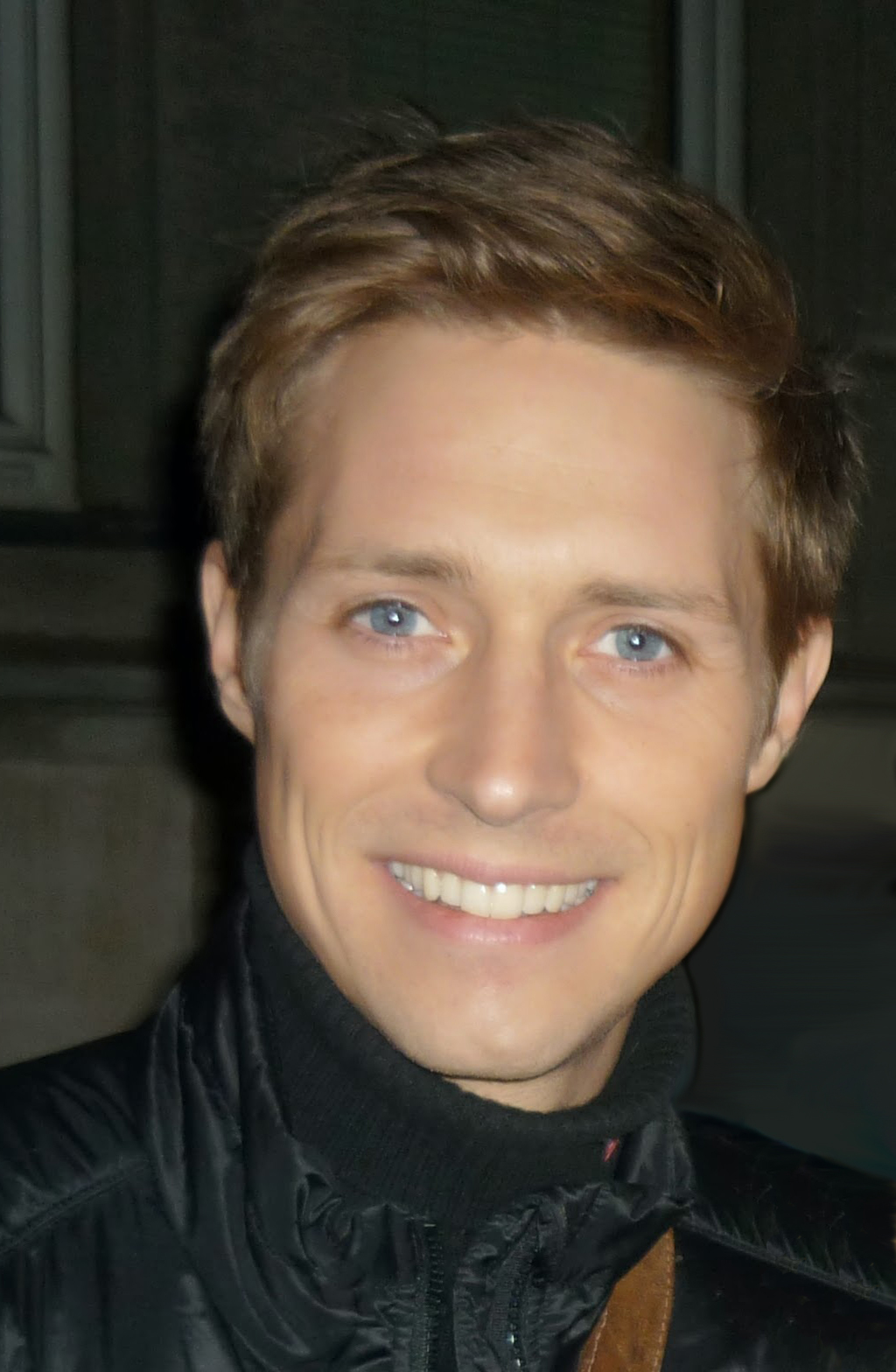
Lukas Perman (2014)

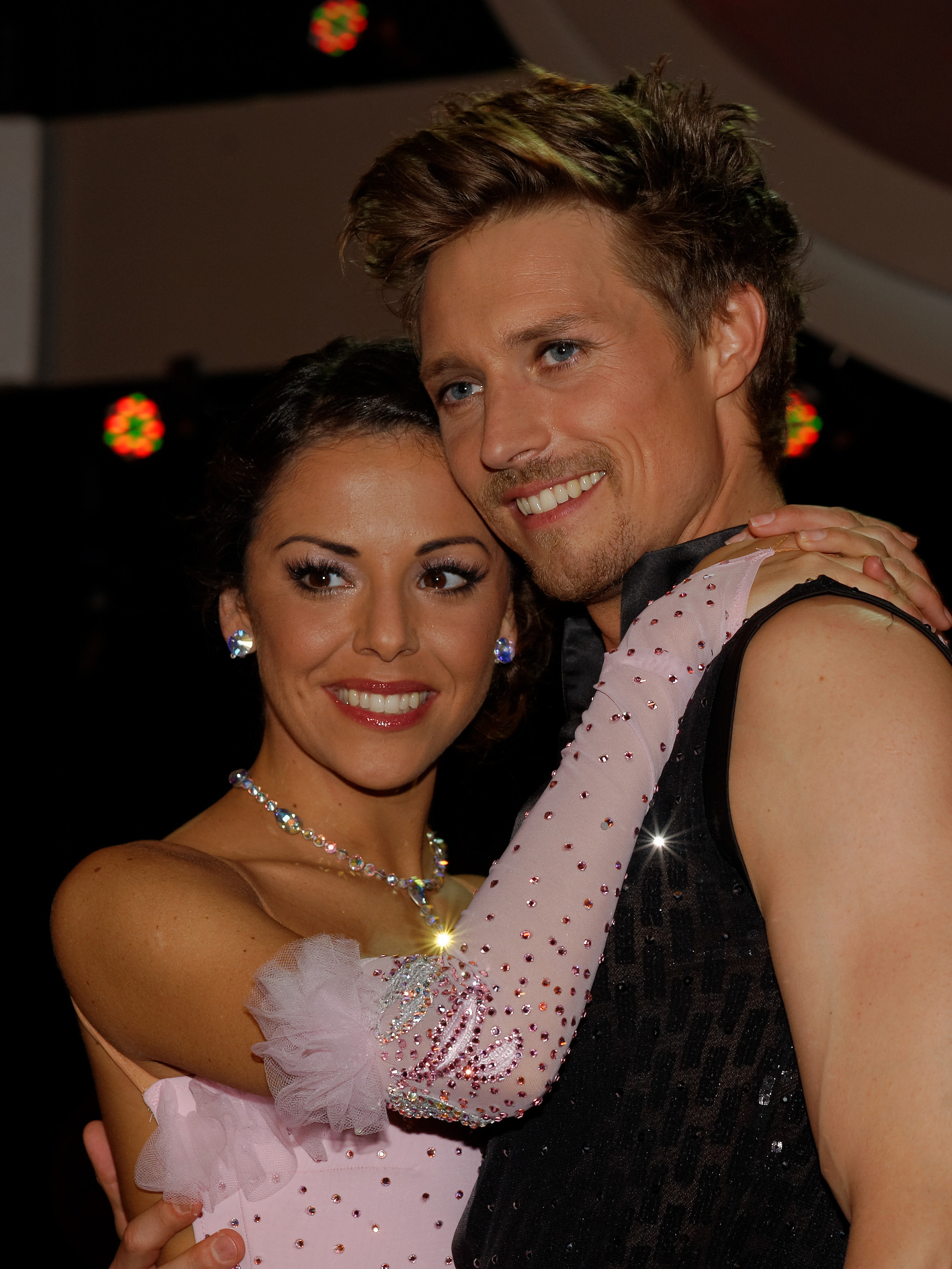
Lukas Perman mit Partnerin Marjan Shaki bei Dancing Stars (2013)

Lukas Perman (* als Lukas Permanschlager am 24. Oktober 1980 in Braunau am Inn) ist ein österreichischer Sänger, Schauspieler und Moderator.

## Leben

### Ausbildung
Lukas Perman besuchte das Musische Gymnasium in Salzburg und schloss seine Matura 1999 mit Auszeichnung ab. Es folgte ein Gesangsstudium am Mozarteum, bevor er nach einem Jahr an das Konservatorium Wien wechselte. Dort studierte er Schauspiel, Gesang und Tanz und schloss sein Studium mit Auszeichnung ab.
Neben seiner künstlerischen Tätigkeit als Schauspieler und Sänger studierte Perman an der Donau-Universität Krems General Management und erlangte 2015 mit einer Masterarbeit über „Das magdas Hotel in Wien – Ein Social-Business-Projekt zur Integration von Flüchtlingen in den Arbeitsmarkt“ den akademischen Grad eines Master of Business Administration.

### Karriere
Perman nahm 2002 an der vom ORF veranstalteten Castingshow Starmania teil und kam unter die zwölf Finalisten. Kurze Zeit später brachte er seine erste Single „When the Evening Falls“ (sie erreichte Platz 9 der Singlecharts) heraus. 2003 folgte ein Engagement am Theater an der Wien für die Musicalproduktion Elisabeth. 2005 war er in der Titelrolle der deutschsprachigen Erstaufführung des Musicals Romeo und Julia am Wiener Raimund Theater zu sehen. 2005 folgte dann die Veröffentlichung seiner ersten Solo-CD „Hier im Jetzt“ (Singleauskopplung: „24 Stunden“). Mit der Single „These Are My Rivers“ schafften es Lukas Perman und Marjan Shaki auf Platz 3 der österreichischen Charts.
2007 führte ihn die Musicalproduktion Elisabeth (in deutscher Sprache) mit den Vereinigten Bühnen Wien in einer zehnwöchige Tournee durch Japan. In den folgenden Jahren war Lukas Perman fast ausschließlich für Produktionen und Konzerte in Japan engagiert. 2008 spielte er in der japanischen Version von Maurey Yestons Phantom die Rolle des Philip de Chandon auf Japanisch.
Nach seiner Rückkehr nach Wien folgte ein Engagement an der Wiener Volksoper als Freddy in My Fair Lady. Von 2009 bis 2011 war er als Alfred in der neuen Wiener Fassung von Tanz der Vampire im Wiener Ronacher zu sehen. 2012 veröffentlichte er zusammen mit Marjan Shaki (als Duo Marjan & Lukas) die CD „Luft und Liebe“.
Im Jahr 2013 trat Perman in der achten Staffel von Dancing Stars an und belegte als Finalist den dritten Platz, seine Partnerin war Kathrin Menzinger. Von Juni 2013 bis Jänner 2014 kehrt er zum Musical zurück und spielt in Elisabeth erneut den Kronprinzen Rudolf am Raimund Theater. 2017 spielte er in I Am from Austria den Josi Edler. 2019 kehrte er in der Rolle des Dr. Roger Fleuriot in dem Stück Meine Schwester und ich an die Wiener Volksoper zurück.
Als Moderator wirkte Perman bei diversen Konzerten und Events, zum Beispiel bei Musicalstars im Steinbruch, sowie im TV in den ORF-Sendungen Licht ins Dunkel (2013–2017), Wir spielen für Österreich (2020) und Stimmen für den Frieden (2022).

### Privates
Perman ist mit Marjan Shaki verheiratet und Vater von drei Töchtern und einem Sohn.

## Theaterengagements (Auswahl)
- 2001: Ensemblemitglied in Die Fledermaus (Salzburger Sommerfestspiele)
- 2002: Sascha im Hip-Hop-Musical Julia & R (Bühne im Hof, St. Pölten)
- 2003: Ensemble und Zweitbesetzung Rudolf in Elisabeth (Theater an der Wien)
- 2004: diverse Rollen in Grillparzer leicht gekürzt  (Stockerauer Festspielen und im Wiener Theater Metropol)
- 2004: Rudolf in Elisabeth in Wien  (Theater an der Wien)
- 2005–2006: Romeo in Romeo und Julia (Wiener Raimund Theater)
- 2007: Rudolf in Elisabeth in Japan (Umeda Arts Theater-Osaka, KOMA Theater-Tokyo)
- 2007: Alfred in Tanz der Vampire, konzertante Aufführungsserie (Wiener Raimund Theater)
- 2008: Philip de Chandon in Phantom in Japan
- 2008: Wien Musical Concert (Umeda Theater Osaka)
- 2008–2010: Freddy in My Fair Lady (Wiener Volksoper)
- 2008: „Zeit zum Essen“ Schauspiel für 2
- 2009: Mitsuko/Frank & Friends (Umeda Arts Theater Osaka)
- 2010: Musical Forever II (Wiener Ronacher)
- 2009–2011: Alfred in Tanz der Vampire (Wiener Ronacher)
- 2012: Rudolf in Elisabeth in Japan, 20 Jahre-Jubiläums Tour
- 2013: Wien Musical Concert (Umeda Theater Osaka, Bunkamura Theater, ORB Theater-Tokyo/Shibuya)
- 2013–2014: Rudolf in Elisabeth (Raimund Theater)
- 2015: Henrik Egermann in Lächeln einer Sommernacht (Bühne Baden)
- 2017–2019: Josi Edler in I Am from Austria (Raimund Theater)
- 2019–2020: Dr. Roger Fleuriot in Meine Schwester und ich (Wiener Volksoper)
- 2019/2022: Rudolf in Elisabeth in Concert vor dem Schloss Schönbrunn
- 2021–23: Kapitän von Trapp in The Sound of Music am Salzburger Landestheater
- 2022: Joe Gillis in Sunset Boulevard am Stadttheater Baden
- 2023: Sam in Mamma Mia! bei den Seefestspielen Mörbisch[10]

## Diskografie

### Pop
- Starmania
  - Stars in Your Eyes (Single)
  - Tomorrow's Heroes (Single)
  - Best of Final (Album)
  - Best of Duets (Album)
  - New Songs (Album)
  - MC Donalds Favorites (Album)
  - Give Peace a Chance (Single)
  - On Tour (DVD)
- Solo
  - When the Evening Falls (als Lukas, 2003, Single)
  - 24 Stunden (2005, Single)
  - Hier im Jetzt (2005, Album)
  - Goodbye Morning (Single, Yamaha Music Japan, Veröffentlichung nur in Japan)
  - Luft und Liebe (2012, Album, gemeinsam mit Marjan Shaki)

## Hörbücher
- Der liebe Augustin und 16 weitere Sagen aus Österreich. edition-o, 2011
- König Löwenherz und 15 weitere Sagen aus Österreich. edition-o, 2012
- Wie der Teufel Frösche fing und 16 weitere Sagen aus Österreich. edition-o, 2013

## Auszeichnungen
- 2006: Nominierung für Amadeus Austrian Music Award „Single des Jahres“
- 2011: Preisträger der TARA für Internationales Soziales Engagement, verliehen bei der Life Goes On-Gala in der Wiener Hofburg
- 2013: Bauer Media Group verleiht im Rahmen des Publikumspreises „Mein Star des Jahres“ den Preis in der Kategorie „Durchstarter des Jahres 2012“
- 2019: Goldenes Ehrenzeichen für Verdienste um die Republik Österreich[11]

## Soziales Engagement
Am 3. März 2010 veranstaltete Perman zusammen mit Marjan Shaki im Wiener Ronacher eine Benefizgala „Gemeinsam für Haiti“ zu Gunsten der Erdbebenopfer in Haiti, bei der Künstler aus verschiedenen Sparten auftraten. Eine zweite Gala, „Musicalhits in Wiener Originalbesetzung“, folgte am 11. Mai 2011 im Wiener Ronacher, zu der Perman und Marjan Shaki Kollegen aus dem Musicalbereich einluden. Weitere Fortsetzungen fanden am 25. März 2013 („Wiener Musicalhits in Starbesetzung“) und 19. Mai 2014 („Die größten Musicalhits von Kunze & Levay“) statt. In den Jahren 2015 bis 2018 folgten die Benefizgalas „Musical Christmas“ zu Gunsten des Vereins Superar (Musikalische Förderung von Kindern und Jugendlichen), 2022 „Gemeinsam für die Ukraine“ und 2023 „Gemeinsam für Kinder in Not“ im Wiener Raimundtheater.